# Grégoire Antiochos
Grégoire Antiochos (en grec : Γρηγόριος Ἀντίοχος), est un dignitaire et auteur byzantin du XIIe siècle.

## Biographie
Grégoire Antiochos est né à Constantinople vers l'année 1125. Il est issu d'une famille méconnue mais son père, dont l'identité est inconnue, est malgré tout suffisamment riche pour fonder un petit couvent pour femmes près du Forum du Boeuf,. Antiochos semble être fils unique et il reçoit une excellente éducation par Nicolas Kataphloron, Nicolas Hagiothéodorite et Eustathe de Thessalonique. Proche des cercles intellectuels de la capitale, il abandonne une vocation littéraire avant 1159 pour embrasser une carrière administrative et devenir un membre de la bureaucratie impériale,. 
Avant 1175, Antiochos est juge du velon et il est suffisamment élevé dans la hiérarchie sociale pour prononcer l'oraison funèbre de l'empereur Manuel Ier Comnène le 22 janvier 1181. Sa carrière sous la régence d'Alexis II Comnène puis du règne d'Andronic Ier Comnène (1183-1185) est inconnue mais plusieurs historiens estiment probable qu'il ait soutenu Andronic et ait été contraint de se retirer sous Isaac II Ange (1185-1195). Antiochos réapparaît seulement en 1196 comme grand drongaire de la garde, avec le rang de protonobelissimohypertatos. Son sort ultérieur autant que la date de sa mort sont inconnus mais il a plusieurs enfants, dont l'aîné devient moine.

## Travaux
Grégoire Antiochos a laissé une documentation assez abondante, composée de lettres, de discours, d'eulogies et d'épitaphes, qui sont autant de sources pour l'histoire byzantine. Marina Loukaki note que, sans être un écrivain byzantin de premier ordre, il contribue à la connaissance du milieu intellectuel de son temps et que ses écrits traduisent la recherche d'un vocabulaire et de structures complexes, avec un usage récurrent de néologismes et de figures littéraires d'une qualité variable. Dans ses travaux, il apparaît comme un défenseur de l'omnipotence impériale mais aussi du Sénat byzantin et utilise une phraséologie aux accents démocratiques, tout en se tenant à l'écart de l'élite militaire.
Parmi les écrits non exhaustifs de Grégoire Antiochos figurent : 
- Un discours de l'empereur Manuel à Lopadion avant la bataille de Myrioképhalon ;
- Des oraisons funèbres en l'honneur de son père ;
- Une oraison funèbre en l'honneur de Manuel Ier ;
- Une oraison funèbre en l'honneur de Nicolas Kataphloron ;
- Un discours à l'empereur Isaac Ange parti en campagne à Dyrrachium contre les Normands ou les Serbes ;
- Un discours de consolation en l'honneur de Michel Hagiothéodorite qui vient de perdre sa sœur ;
- Un discours au patriarche Luc Chrysobergès ;
- Une oraison funèbre en l'honneur d'Andronic Kontostéphanos.